# 渥太華鎮區 (堪薩斯州渥太華縣)
渥太華鎮區（英語：Ottawa Township）為美國堪薩斯州渥太華縣轄下的鎮區。2010年美国人口普查中此鎮區人口有46人。

## 地理
渥太華鎮區涵蓋總面積為93.0平方（35.89平方英里），其中陸地面積為92.9平方（35.88平方英里），水域面積為0.026平方（0.01平方英里）或0.03%。

## 人口統計
根據2010年美國人口普查，渥太華鎮區人口有46人，其中男性有23人，女性有23人，人口密度為每平方公里0.50人，住房計20戶。鎮區內的白人有44人，非裔美國人有2人，美洲原住民有0人，亞裔美國人有0人，太平洋島裔美國人有0人，其他種族有0人，混血種族則有0人。此外鎮區內有0人為西班牙裔或拉丁裔美國人。此鎮區之年齡中位數為48.5歲，而男性年齡中位數為50.5歲，女性年齡中位數為47.5歲。